# Etheostoma chlorobranchium
Etheostoma chlorobranchium is een straalvinnige vissensoort uit de familie van de echte baarzen (Percidae). De wetenschappelijke naam van de soort is voor het eerst geldig gepubliceerd in 1972 door Zorach.